# Station Vlamertinge
Station Vlamertinge is een voormalig spoorwegstation in Vlamertinge, een deelgemeente van de stad Ieper. Het ligt aan spoorlijn 69 (Kortrijk-Poperinge). Het station opende zijn deuren op 20 maart 1854. Nog voor de elektrificering van spoorlijn 69, sloot het station zijn deuren op 3 juni 1984.
Het stationsgebouw, opgetrokken rond 1924, bestaat nog steeds en wordt anno 2022 ingericht als vakantiewoning. Vlak voor het station ligt een klein plein dat tegenwoordig dienst doet als parking.

## Aantal instappende reizigers
De grafiek geeft het gemiddeld aantal instappende reizigers weer op een week-, zater- en zondag.
| Tabel: aantal instappende reizigers station Vlamertinge | Tabel: aantal instappende reizigers station Vlamertinge | Tabel: aantal instappende reizigers station Vlamertinge | Tabel: aantal instappende reizigers station Vlamertinge |
|                                                         | Weekdag                                                 | Zaterdag                                                | Zondag                                                  |
| ------------------------------------------------------- | ------------------------------------------------------- | ------------------------------------------------------- | ------------------------------------------------------- |
| 1977                                                    | 44                                                      | 0                                                       | 0                                                       |
| 1978                                                    | 43                                                      | 0                                                       | 0                                                       |
| 1979                                                    | 38                                                      | 0                                                       | 0                                                       |
| 1980                                                    | 36                                                      | 0                                                       | 0                                                       |
| 1981                                                    | 74                                                      | 0                                                       | 0                                                       |
| 1982                                                    | 60                                                      | 0                                                       | 0                                                       |
| 1983                                                    | 53                                                      | 0                                                       | 0                                                       |

0: Kortrijk ·
0,3: Kortrijk-West ·
1,6: Bissegem ·
5,1: Wevelgem ·
10,4: Menen ·
12,2: Menen-Koekoek ·
15,6: Wervik ·
17,5: Comines-Hospice ·
19,2: Komen ·
22,8: Houthem ·
24,6: Hollebeke ·
28,5: Zillebeke ·
31,9: Ieper ·
35,7: Vlamertinge ·
38,2: Brandhoek ·
42,0: Poperinge ·
48,0: Abele